# 渥太華大學站
渥太華大學站（英語：uOttawa Station）是一座位於加拿大渥太華的輕軌車站，是渥太華輕鐵1號線和建設中的3號線的途徑車站。

## 位置
本站設立於尼古拉斯街（英語：Nicholas St）以東，其東西兩側分別為麗都運河和渥太華大學。

## 歷史
本車站所在位置起初為渥太華快速公交系統車站勞里爾站（英語：Laurier Station），其附近亦有公交車站校園站（英語：Campus Station）。兩座車站均用於為渥太華大學的學生和教職工提供交通服務，其中勞里爾站側重於服務Telfer商學院。
2011年7月，渥太華市議會宣佈通過輕鐵1號線建設方案，其中校園站更改為輕鐵車站，而勞里爾站則被取消。
2019年9月14日，1號線開通運營，同時校園站更名為渥太華大學站。

## 車站結構
本車站為地面車站，側式站台設計。站台西側則設立地面站廳連接渥太華大學校園。車站地下層則使用一條聯通麗都運河與渥太華大學的人行過道連接地下站廳。

## 站內藝術
本站內包含兩件藝術品：由德里克·邁克爾·貝桑特（英語：Derek Michael Besant）所創作的位於地下過道的浮雕「思想的火車」（英語：Train of Thought），以及由肯尼思·埃米金（英語：Kenneth Emig）所設計的位於車站北廣場旁的雕塑「球體場地」（英語：Sphere Field）。

## 車站樓層
| 地面層 站廳/站台層 | 站廳                    | 出入口、自動售票機、進出站閘機 |
| 地面層 站廳/站台層 | 側式站台，右側開門      |                                |
| 地面層 站廳/站台層 | 1號線往特尼牧場（麗都） |                                |
| 地面層 站廳/站台層 | 1號線往布萊爾（利斯）   |                                |
| 地面層 站廳/站台層 | 側式站台，右側開門      |                                |
| 地下層 站廳層      | 站廳                    | 出入口、自動售票機、進出站閘機 |

## 出口
| 地面出口  |                          | 渥太華大學 | N35 N49 56 N97 R-1 |  |
| 地下出口  |                          | 渥太華大學 | N35 N49 56 N97 R-1 |  |
| 地下出口  | 科羅納爾拜車道（英語：Coronel By Drive） | 麗都運河   |                    |  |
| 註： 設有 |                          |            |                    |  |

## 外部鏈接
- 站臺網站（英文） （页面存档备份，存于）